# Лейквуд (Вашингтон)
Лейквуд (англ. Lakewood) — місто (англ. city) в США, в окрузі Пірс штату Вашингтон. Населення — 63 612 особи (2020).

## Географія
Лейквуд розташований за координатами 47°9′48″ пн. ш. 122°31′46″ зх. д. / 47.16333° пн. ш. 122.52944° зх. д. (47.163278, -122.529535).  За даними Бюро перепису населення США в 2010 році місто мало площу 49,07 км², з яких 44,47 км² — суходіл та 4,60 км² — водойми.

## Демографія
Згідно з переписом 2010 року, у місті мешкали 58 163 особи в 24 069 домогосподарствах у складі 14 412 родин. Густота населення становила 1185 осіб/км².  Було 26548 помешкань (541/км²).
Расовий склад населення:
| - 59,3 % — білих - 11,8 % — чорних або афроамериканців - 9,0 % — азіатів - 2,6 % — вихідців з тихоокеанських островів - 1,3 % — корінних американців - 7,3 % — осіб інших рас |

До двох чи більше рас належало 8,7 %. Частка іспаномовних становила 15,3 % від усіх жителів.
За віковим діапазоном населення розподілялося таким чином: 22,7 % — особи молодші 18 років, 63,7 % — особи у віці 18—64 років, 13,6 % — особи у віці 65 років та старші. Медіана віку мешканця становила 36,6 року. На 100 осіб жіночої статі у місті припадало 96,0 чоловіків;  на 100 жінок у віці від 18 років та старших — 93,5 чоловіків також старших 18 років.
Середній дохід на одне домашнє господарство  становив 59 606 доларів США (медіана — 44 902), а середній дохід на одну сім'ю — 74 705 доларів (медіана — 58 457). Медіана доходів становила 42 273 долари для чоловіків та 37 276 доларів для жінок. За межею бідності перебувало 20,7 % осіб, у тому числі 33,6 % дітей у віці до 18 років та 9,0 % осіб у віці 65 років та старших.
Цивільне працевлаштоване населення становило 22 929 осіб. Основні галузі зайнятості: освіта, охорона здоров'я та соціальна допомога — 25,6 %, роздрібна торгівля — 13,2 %, мистецтво, розваги та відпочинок — 10,2 %, публічна адміністрація — 8,9 %.